# Intersindical Nacional Galega
A Intersindical Nacional Galega (ING) foi um sindicato galego de esquerdas e de tendência nacionalista, herdeiro direto do Sindicato Obreiro Galego (SOG), e precursor da Intersindical Nacional dos Trabalhadores Galegos (INTG).

## Fundação
A ING foi constituída em março de 1977 através da unificação do Sindicato Obreiro Galego (SOG), a União dos Trabalhadores do Ensino da Galiza (UTEG), o Sindicato de Trabalhadores Galegos do Mar (STGM), o Sindicato dos Trabalhadores Galegos da Administração Pública (STGAP), a União dos Trabalhadores da Sanidade da Galiza (UTSG) e a União dos Trabalhadores da Banca da Galiza (UTBG), aproveitando a recém aprovada Lei de regulação do direito de associação sindical aprovada na Espanha após a queda da ditadura franquista.
Em junho é eleito Francisco García Montes como secretário geral e em 8 e 9 de outubro de 1977 realiza a sua primeira Assembleia Geral. O objetivo principal da ING era criar o cenário para a constituição da Central Sindical Única Galega, e, ademais, lutar contra a emigração forçada, pela educação gratuita para todo o povo, pela devolução aos operários do património sindical e pela consecução de uma "Pátria Galega Ceive" e sem exploração. Porém, a ING desvinculou-se da AN-PG para deixar liberdade política aos seus afilados. 

## Pactos da Moncloa
A conjuntura económica era muito grave após a crise do petróleo de 1973: o paro, que durante o franquismo ficara oculto pela emigração à Europa, atingiu níveis insustentáveis, a inflação superou 40% e os empresários, acostumados aos modos de relacionamento do franquismo, receavam da nova situação estabelecida pela Transição espanhola, que entre outros pontos legalizou os sindicatos de classe. Nesse momento, os chamados Pactos da Moncloa, assinados pelos partidos políticos com representação parlamentar, pelas organizações patronais e pelo sindicato espanhol CC.OO., centraram-se, entre outros, em reconhecer o despedimento livre para 5% dos trabalhadores de cada empresa e em fixar o limite de crescimento salarial em 22% (quando a inflação marcava 35%). Como resposta, em 27 de junho, a ING convocou uma jornada de mobilizações apoiada, na Galiza, além da AN-PG e da UPG, por Comissões Labregas (CCLL) e pela União da Mocidade Galega (UMG).

## Eleições de 1978 e 1980: a criação da INTG
Nas primeiras eleições sindicais depois do franquismo, celebradas em 1978, a ING converteu-se no terceiro sindicato na Galiza com 722 delegados (13,5%) 
Nas eleições de setembro de 1980, a ING unificou-se com a Central de Trabalhadores Galegos (CTG) e, entre ambas, obtiveram 1.679 delegados, (17,5%), o que significava ultrapassar 15% de representação exigido pela legislação espanhola para converter-se em sindicato mais representativo - o que, a efeitos práticos, permite a presença na negociação de convénios de carácter estatal. No texto de unificação recolheu-se a vontade de continuar avançando cara à Central Sindical Única Galega. A ING-CTG passou a denominar-se, desde 1981, Intersindical Nacional dos Trabalhadores Galegos (INTG).